# Cantone di Morteau
Il cantone di Morteau è una divisione amministrativa francese dell'arrondissement di Pontarlier, situato nel dipartimento del Doubs nella regione della Borgogna-Franca Contea.
A seguito della riforma approvata con decreto del 25 febbraio 2014, che ha avuto attuazione dopo le elezioni dipartimentali del 2015, è passato da 7 a 25 comuni.

## Composizione
I 7 comuni facenti parte prima della riforma del 2014 erano:
- Les Combes
- Les Fins
- Grand'Combe-Châteleu
- Les Gras
- Montlebon
- Morteau
- Villers-le-Lac

Dal 2015 i comuni appartenenti al cantone sono i seguenti 25:
- Le Barboux
- Le Bélieu
- Le Bizot
- Bonnétage
- La Bosse
- La Chenalotte
- Les Combes
- Les Fins
- Les Fontenelles
- Grand'Combe-Châteleu
- Grand'Combe-des-Bois
- Les Gras
- Laval-le-Prieuré
- Le Luhier
- Le Mémont
- Montbéliardot
- Mont-de-Laval
- Montlebon
- Morteau
- Narbief
- Noël-Cerneux
- Plaimbois-du-Miroir
- Le Russey
- Saint-Julien-lès-Russey
- Villers-le-Lac